# Кристијан Голубовић
Александар „Кристијан” Голубовић (Минхен, 30. новембар 1969) српски је ММА борац, телевизијска личност и бивши криминалац.

## Биографија
Рођен је у Минхену као дете српских гастарбајтера Србољуба и Миланке Голубовић. Мајка Миланка је радила као стјуардеса у ЈАТ-у. Отац Србољуб је пре Кристијановог рођења одведен на служење доживотне робије, због оружане пљачке са смртним исходом; Кристијан је први пут видео оца кад је већ кренуо у основну школу. Србољуб је служио казну и на Голом отоку. Кристијанов кум је био Љуба Земунац.

### 1980-е
Године 1983. је започео везу са фризерком Данијелом Ђукић која је радила у модној агенцији и завршила је академију у Лондону. Са њом има сина Лазара (рођ. 1995). Данијела је преминула од рака дојке 2009. године.
У другој половини осамдесетих Кристијан се појавио у Београду. По повратку из Немачке са мајком и сестром живео је на Звездари, а потом на Вождовцу у Браће Јерковић 50. У децембру 1987. године починио је прво кривично дело, због ког је регистрован у суду и градској полицији. У Болечу је, наиме, пепељаром у кафани претукао једног госта. Две године касније, у октобру, у клубу „Бранко Крсмановић” изазвао је тучу са пуцњавом.
Године 1989. заподео је тучу са Славком Мијовићем, званим Мија Пијук, испред некадашње дискотеке „Лув”.

### 1990-е
Доста пажње је привукао када је у раним јутарњим часовима недеље 25. фебруара 1990. године са кратежом ушао у „Мажестик”, те натерао госте да легну на под, испалио неколико хитаца у плафон и побегао. После препада у „Мажестику” Кристијан бежи у Немачку, али га тамо сачекују греси из ране младости, због којих је морао да проведе три године у малолетничком затвору у Диселдорфу. Кад је реч о подацима везаним за досијее малолетника немачки закони су веома ригорозни, тако да се о томе за које је дело био осуђен само спекулише, а најчешће се помињу крађе аутомобила и провалне крађе.
После одслужене казне, Голубовић је у време санкција 1993. године изручен СР Југославији због дела почињених у периоду између 1988. и 1990. године. Једно време је провео у централном затвору.
Голубовић је у првој половини деведесетих током суђења побегао из Петог општинског суда у Устаничкој улици. Тада је скочио с трећег спрата, али је приликом бега повредио обе ноге, па га је Радослав Трлајић, звани Бата Трлаја, на леђима носио до аутомобила.
Учествовао је у снимању документарног филма Видимо се у читуљи. Говорио је о томе како је проводио време у затвору, како је тренирао, радио склекове и трбушњаке, како је цртао, сликао и писао, како су му у затвору (претпоставља се у Немачкој) сломили нос.
Након око пет година проведених у Србији, Голубовић 1998. одлази у Грчку. У децембру 1999. суд у Солуну га је осудио на четрнаест и по година затвора због крађе, препродаје украдених аутомобила и оружане пљачке у том граду, коју је признао.

### 2000-е
У затвору у атинском предграђу Коридалос провео је четири године и два месеца након чега је 2003. године, током полицијске акције „Сабља”, изручен властима у Србији јер је покушао да изнуди 10.000 немачких марака од власника слот клуба „Александар”, Милорада Мајкића.
Заједно са Аркановом удовицом Светланом Ражнатовић, нашао се 17. марта 2004. године на челу групе људи који су протестовали испред зграде Владе Србије против албанског терора над српским становништвом на Космету.
Голубовић је 12. децембра 2005. пред Специјалним судом у Београду осуђен на шест година затвора због покушаја изнуде 15.000 евра од бившег полицајца из Сремске Митровице Петра Жеравића и због тога што је од брачног пара Арсић из Аранђеловца изнудио 3.000 евра и одређену количину накита. По жалби, Кристијану је пресуда преиначена на четири и по године затвора. Током служења казне, Голубовић се 29. септембра 2006. године у затвору оженио Сузаном Милојковић. Након што је у затвору у Пожаревцу провео четири и по године, пуштен је на слободу 9. јануара 2009.

### 2010-е
Дана 16. јануара 2010. је заједно са својом мајком Миланком и четири члана криминалне групе ухапшен под сумњом да дуже време тргује наркотицима на релацији Нови Пазар — Београд. Током 2012. године, док је још боравио у затвору, развео се од Сузане Милојковић.
У децембру 2013. пуштен је из притвора да се брани са слободе. Суд му је 15. јануара 2014. изрекао јединствену казну затвора од 14 година. Голубовић је осуђен на 12 година због трговине дрогом на релацији Београд — Нови Пазар, а од раније има пресуду којом му је због недозвољеног држања оружја изречена казна затвора од две године и три месеца. Ипак, 19. новембра 2014. Апелациони суд у Београду смањио му је казну са 14 на 8 година затвора.
Кристијан се 1. фебруара 2015. венчао са Иваном Вељковић у цркви, а 10. фебруара исте године добили су ћерку Веру.
Крајем августа 2015. године ушао је шесту сезону ријалитија Фарма. Због насилничког понашања, укључујући физички напад на Радета Лазића, дисквалификован је 26. новембра 2015. године. Ипак 7. децембра 2015. одлуком гласача Кристијан је враћен на Фарму, на којој се задржао до 27. децембра када је самовољно напустио имање након конфликта са Јеленом Голубовић.
Почетком септембра 2020. године ушао је у четврту сезону ријалитија Задруга.

## Музика
Године 1993. појавио се као гост у песми Рибље чорбе — Каменко и Кременко, која је објављена на албуму Збогом Србијо.
Током 2009. је снимио дует Џек и Чивас са Елитним одредима, а 2014. године са репером Дениром снимио је сингл Живим као шеф. Године 2016, са Брексом је снимио сингл Moj Czas.

## Филм
2020-те године Кристијан Голубовић глумио је у домаћем дугометражном играном филму Идеалан посао.